# Kate Foster (diplomata)
Kate Foster é uma diplomata britânica, atual embaixadora do Reino Unido na Somália, cargo que assumiu em 2021. Sua base é a Embaixada do Reino Unido em Mogadíscio, que, até 2022, não oferecia serviços consulares.

## Carreira

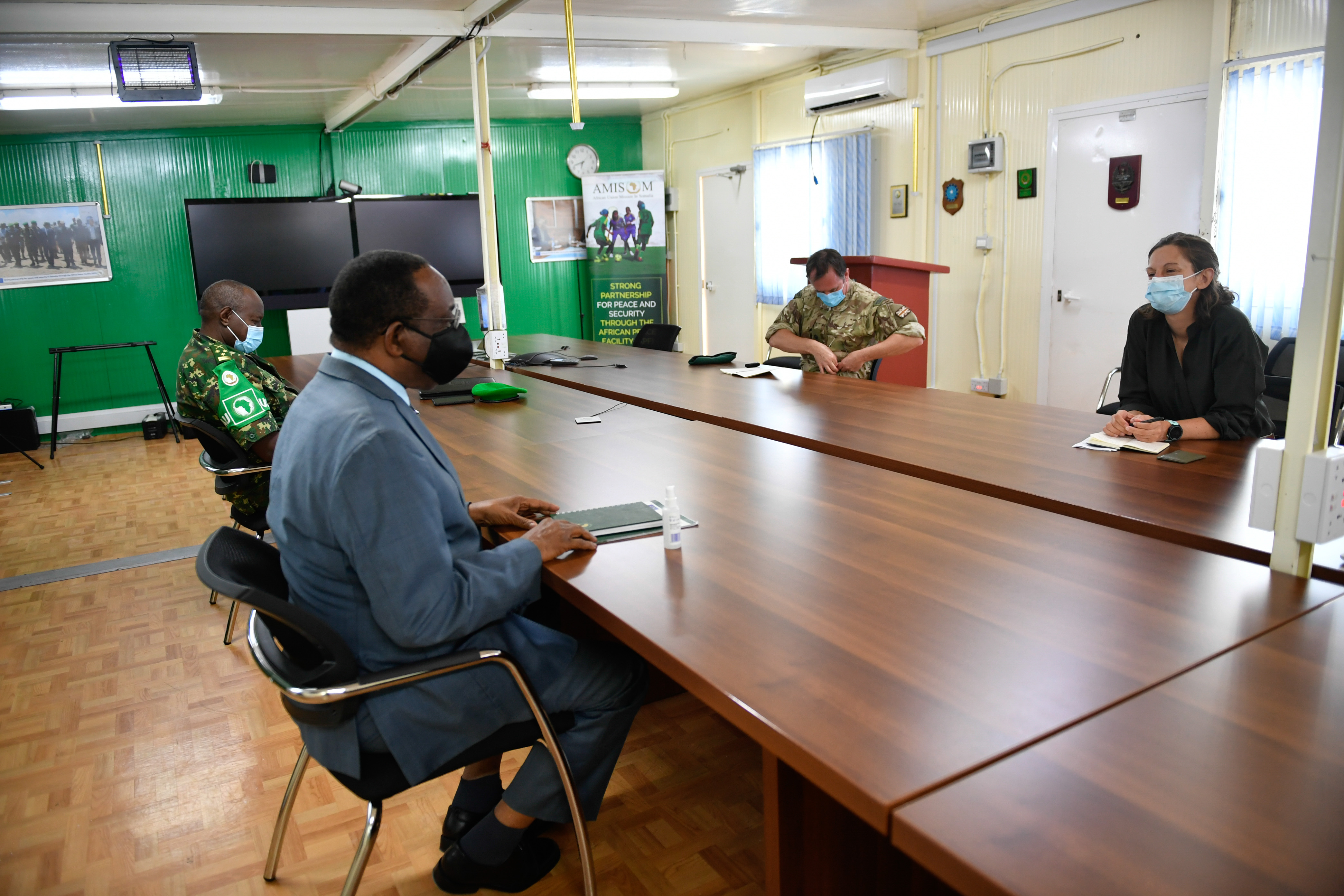
Foster reunida com Francisco Madeira e o comandante da AMISOM, Diomede Ndegeya, em 2021

Entre 1999 e 2004, Foster trabalhou em empresas privadas antes de ingressar no ACNUR, atuando na Libéria e em Serra Leoa em projetos com jovens refugiados. Em 2006, passou a trabalhar no Comitê Internacional de Resgate, e em 2011 ingressou na Save the Children, onde atuou como diretora de programas com foco no Sudão do Sul. Também trabalhou no Comitê Internacional de Resgate em diversos países da África.
Entre 2014 e 2015, liderou a resposta do Reino Unido ao Surto de ebola na África Ocidental como diretora de operações, e posteriormente atuou no Departamento de Desenvolvimento Internacional do Reino Unido, com foco em projetos na África e no Iémen.
Em fevereiro de 2021, Foster assumiu como embaixadora britânica na Somália, substituindo Ben Fender. A posição era considerada sensível em razão das tensões regionais. O Reino Unido manteve uma relação próxima com a Somália, com orçamento de 325 milhões de libras esterlinas destinado ao país entre 2018 e 2022. Foster foi questionada sobre a retirada da Missão da União Africana na Somália (AMISOM), em contexto comparado à retirada das tropas do Afeganistão.
Por não haver serviços consulares na embaixada de Mogadíscio, cidadãos britânicos que necessitassem de assistência na Somália ou em Somalilândia eram orientados a contatar o Alto Comissariado Britânico em Nairóbi. No final de 2021, Foster reuniu-se com o presidente de Galmudug, Ahmed Abdi Karie, em meio ao adiamento das eleições nacionais e a pressões internacionais para o avanço do processo de paz no país.